# ديف لويس (كاتب أغاني)
ديف لويس (بالإنجليزية: Dave Lewis)‏ هو كاتب أغاني بريطاني، ولد في 18 فبراير 1951 في بلفاست في المملكة المتحدة.

## وصلات خارجية
- الموقع الرسمي
- ديف لويس على موقع ميوزك برينز (الإنجليزية)
- ديف لويس على موقع ديسكوغز (الإنجليزية)
- ديف لويس على موقع ديسكوغز (الإنجليزية)